# Pumaphone
De pumaphone is een mobiele telefoon die is ontwikkeld door kleding- en sportartikelenfabrikant Puma in samenwerking met Sagem Wireless.
De mobiele telefoon werd voor het eerst gepresenteerd tijdens het Mobile World Congress in het Spaanse Barcelona. De telefoon is verkrijgbaar sinds april 2010.